# Lillestrøm Sportsklubb 1993
Questa pagina raccoglie i dati riguardanti il Lillestrøm Sportsklubb nelle competizioni ufficiali della stagione 1993.

## Stagione
Il Lillestrøm chiuse il campionato al terzo posto finale, mentre l'avventura in Coppa di Norvegia si concluse ai quarti di finale, a causa dell'eliminazione da parte del Fyllingen. I calciatori più utilizzati in campionato furono Torgeir Bjarmann e Tom Gulbrandsen, con 22 presenze; Mons Ivar Mjelde fu il miglior marcatore con 19 reti, nonché capocannoniere del campionato.

## Rosa
| N. |                     | Ruolo | Calciatore       |
| -- | ------------------- | ----- | ---------------- |
|    | Norvegia (bandiera) | P     | Frode Grodås     |
|    | Norvegia (bandiera) | P     | Jon Knudsen      |
|    | Norvegia (bandiera) | P     | Tore Krogstad    |
|    | Norvegia (bandiera) | D     | André Bergdølmo  |
|    | Norvegia (bandiera) | D     | Thomas Berntsen  |
|    | Norvegia (bandiera) | D     | Torgeir Bjarmann |
|    | Norvegia (bandiera) | D     | Bård Bjerkeland  |
|    | Svezia (bandiera)   | D     | Dennis Schiller  |
|    | Norvegia (bandiera) | D     | Bjarne Sognnæs   |

| N. |                     | Ruolo | Calciatore       |
| -- | ------------------- | ----- | ---------------- |
|    | Norvegia (bandiera) | C     | Lars Bohinen     |
|    | Norvegia (bandiera) | C     | Tom Buer         |
|    | Norvegia (bandiera) | C     | Rune Gulbrandsen |
|    | Norvegia (bandiera) | C     | Tom Gulbrandsen  |
|    | Svezia (bandiera)   | C     | Patric Karlsson  |
|    | Norvegia (bandiera) | C     | Jan Ove Pedersen |
|    | Norvegia (bandiera) | A     | Tore Kallstad    |
|    | Scozia (bandiera)   | A     | Stuart McManus   |
|    | Norvegia (bandiera) | A     | Mons Ivar Mjelde |

## Calciomercato

### Sessione invernale
| Acquisti | Acquisti        | Acquisti   | Acquisti   |
| R.       | Nome            | da         | Modalità   |
| -------- | --------------- | ---------- | ---------- |
| D        | Thomas Berntsen | Strømmen   | definitivo |
| D        | Bård Bjerkeland | Lyn Oslo   | definitivo |
| C        | Lars Bohinen    | Young Boys | prestito   |
| C        | Patric Karlsson | Luleå      | definitivo |

| Cessioni | Cessioni         | Cessioni        | Cessioni   |
| R.       | Nome             | a               | Modalità   |
| -------- | ---------------- | --------------- | ---------- |
| D        | Henning Berg     | Blackburn       | definitivo |
| D        | Dag Eidsvik      |                 | svincolato |
| D        | Arne Erlandsen   |                 | ritiro     |
| C        | Kjetil Osvold    | Skeid           | definitivo |
| A        | Geir Frigård     | Kongsvinger     | definitivo |
| A        | Kenneth Nysæther | Fortuna Sittard | definitivo |

### Sessione estiva
| Acquisti | Acquisti      | Acquisti | Acquisti   |
| R.       | Nome          | da       | Modalità   |
| -------- | ------------- | -------- | ---------- |
| P        | Tore Krogstad | Strømmen | definitivo |

| Cessioni | Cessioni      | Cessioni | Cessioni   |
| R.       | Nome          | a        | Modalità   |
| -------- | ------------- | -------- | ---------- |
| A        | Tore Kallstad | Strømmen | definitivo |

## Risultati

### Eliteserien

#### Girone di andata
| Arbitro: | Hauge (Bergen) |

|             |           |  |
| Karlsen 41’ | Marcatori |  |

| Arbitro: | Ditlefsen |

|                         |           |  |
| McManus 67’ Bohinen 81’ | Marcatori |  |

| Arbitro: | Halle |

|              |           |               |
| Bragstad 79’ | Marcatori | 47’ Bergdølmo |

| Arbitro: | Thorp |

|                           |           |              |
| Karlsson 13’ Pedersen 80’ | Marcatori | 81’ Soltvedt |

| Arbitro: | Kjelbrott |

|                              |           |  |
| Bjarmann 10’ Mjelde 30’, 67’ | Marcatori |  |

| Arbitro: | Aass |

|                            |           |            |
| Rushfeldt 41’ Espejord 75’ | Marcatori | 28’ Mjelde |

| Arbitro: | Hollung |

|                                    |           |               |
| McManus 6’ Karlsson 65’ Mjelde 90’ | Marcatori | 27’ Helgeland |

| Arbitro: | Øvrebø (Oslo) |

|                            |           |                              |
| Belsvik 51’, 62’, 83’, 90’ | Marcatori | 9’, 34’ Mjelde 52’ Bergdølmo |

| Arbitro: | Kjelbrott |

|                                |           |  |
| Bjarmann 65’ Karlsson 76’, 90’ | Marcatori |  |

| Arbitro: | Hermansen |

|               |           |                         |
| Brattbakk 36’ | Marcatori | 59’ Mjelde 87’ Karlsson |

| Arbitro: | Ditlefsen |

|                |           |                           |
| Bjerkeland 69’ | Marcatori | 44’ Strømme 76’ Pettersen |

#### Girone di ritorno
| Arbitro: | Halle |

|                                           |           |  |
| Mjelde 7’ T. Gulbrandsen 60’ Karlsson 65’ | Marcatori |  |

| Arbitro: | Hauge (Bergen) |

|           |           |              |
| Kolle 76’ | Marcatori | 41’ Karlsson |

| Arbitro: | Kjensli (Oslo) |

|                                 |           |                                  |
| T. Gulbrandsen 26’ Bjarmann 39’ | Marcatori | 25’, 75’ Bergersen 30’ Martinsen |

| Arbitro: | Larsgård |

|                             |           |            |
| Soltvedt 50’ A. Stavrum 52’ | Marcatori | 86’ Mjelde |

| Arbitro: | Singsaas |

|  |           |                         |
|  | Marcatori | 17’ Mjelde 90’ Bjarmann |

| Arbitro: | Pedersen |

|                                        |           |                    |
| Karlsson 34’ Pedersen 57’ Bjarmann 62’ | Marcatori | 9’ Andreassen ?’ ? |

| Arbitro: | Kjelbrott |

|             |           |                 |
| Knudsen 38’ | Marcatori | 80’, 87’ Mjelde |

| Arbitro: | Larsgård |

|                                 |           |  |
| Karlsson 10’ T. Gulbrandsen 26’ | Marcatori |  |

| Molde 26 settembre 1993, ore 15:00 20ª giornata | Molde | 0 – 0 referto | Lillestrøm | Molde Stadion (3.556 spett.)\| Arbitro: \| Thorp \| |
| Arbitro:                                        | Thorp |               |            |                                                     |

| Arbitro: | Kjensli |

|                                      |           |                                   |
| Mjelde 1’, 24’, 28’, 54’ Sognnæs 80’ | Marcatori | 5’ R. Berg 12’ Johnsen 54’ Hansen |

| Arbitro: | Pedersen |

|              |           |                                                      |
| Pettersen 7’ | Marcatori | 30’ Berntsen 34’, 44’, 85’ Mjelde 58’ T. Gulbrandsen |

### Coppa di Norvegia
|  | Ottestad | 0 – 2 | Lillestrøm |  |

|  | Lørenskog | 0 – 7 | Lillestrøm |  |

|  | Lillestrøm | 3 – 0 | Ski |  |

| 29 luglio 1993                                               | Lillestrøm | 3 – 1 referto | Rosenborg |  |
| \| \| \| \| \| ? ?’ ? ?’ ? ?’ \| Marcatori \| 55’ Sørloth \| |            |               |           |  |
|                                                              |            |               |           |  |
| ? ?’ ? ?’ ? ?’                                               | Marcatori  | 55’ Sørloth   |           |  |

|  | Fyllingen | 1 – 0 | Lillestrøm |  |

## Statistiche

### Statistiche di squadra
| Competizione      | Punti | In casa | In casa | In casa | In casa | In casa | In casa | In trasferta | In trasferta | In trasferta | In trasferta | In trasferta | In trasferta | Totale | Totale | Totale | Totale | Totale | Totale | DR  |
| Competizione      | Punti | G       | V       | N       | P       | Gf      | Gs      | G            | V            | N            | P            | Gf           | Gs           | G      | V      | N      | P      | Gf     | Gs     | DR  |
| ----------------- | ----- | ------- | ------- | ------- | ------- | ------- | ------- | ------------ | ------------ | ------------ | ------------ | ------------ | ------------ | ------ | ------ | ------ | ------ | ------ | ------ | --- |
| Tippeligaen       | 42    | 11      | 9       | 0       | 2       | 29      | 12      | 11           | 4            | 3            | 4            | 18           | 14           | 22     | 13     | 3      | 6      | 47     | 26     | +21 |
| Coppa di Norvegia | -     | 3       | 2       | 0       | 1       | 9       | 1       | 2            | 2            | 0            | 0            | 6            | 1            | 5      | 4      | 0      | 1      | 15     | 2      | +13 |
| Totale            | -     | 14      | 11      | 0       | 3       | 38      | 13      | 13           | 6            | 3            | 4            | 24           | 15           | 27     | 17     | 3      | 7      | 62     | 28     | +34 |

### Statistiche dei giocatori
| Giocatore      | Eliteserien | Eliteserien | Coppa di Norvegia | Coppa di Norvegia | Totale   | Totale |
| Giocatore      | Presenze    | Reti        | Presenze          | Reti              | Presenze | Reti   |
| -------------- | ----------- | ----------- | ----------------- | ----------------- | -------- | ------ |
| A. Bergdølmo   | 21          | 2           | ?                 | ?                 | 21+      | 2+     |
| T. Berntsen    | 13          | 1           | ?                 | ?                 | 13+      | 1+     |
| T. Bjarmann    | 22          | 5           | ?                 | ?                 | 22+      | 5+     |
| B. Bjerkeland  | 13          | 1           | ?                 | ?                 | 13+      | 1+     |
| L. Bohinen     | 19          | 1           | ?                 | ?                 | 19+      | 1+     |
| T. Buer        | 12          | 0           | ?                 | ?                 | 12+      | 0+     |
| F. Grodås      | 19          | 0           | ?                 | ?                 | 19+      | 0+     |
| R. Gulbrandsen | 3           | 0           | ?                 | ?                 | 3+       | 0+     |
| T. Gulbrandsen | 22          | 4           | ?                 | ?                 | 22+      | 4+     |
| T. Kallstad    | 1           | 0           | ?                 | ?                 | 1+       | 0+     |
| P. Karlsson    | 20          | 9           | ?                 | ?                 | 20+      | 9+     |
| J. Knudsen     | 4           | 0           | ?                 | ?                 | 4+       | 0+     |
| T. Krogstad    | 1           | 0           | ?                 | ?                 | 1+       | 0+     |
| S. McManus     | 19          | 2           | ?                 | ?                 | 19+      | 2+     |
| M. Mjelde      | 21          | 19          | ?                 | ?                 | 21+      | 19+    |
| J. Pedersen    | 2           | 0           | ?                 | ?                 | 2+       | 0+     |
| D. Schiller    | 20          | 0           | ?                 | ?                 | 20+      | 0+     |
| B. Sognnæs     | 13          | 1           | ?                 | ?                 | 13+      | 1+     |